# Trittico della Crocifissione (Rogier van der Weyden)
Il Trittico della Crocifissione è un dipinto del pittore fiammingo Rogier van der Weyden realizzato circa nel 1443-1445, e conservato nel Kunsthistorisches Museum a Vienna in Austria.

## Descrizione
Il tema centrale ha per soggetto l'episodio evangelico della Crocifissione di Gesù, con la Maria Vergine aggrappata ai piedi della croce, Giovanni evangelista che la confortava e una coppia di donatori in ginocchio a destra, integrato nella sacra scena.
Nel panello a sinistra appare Maria Maddalena, e in quello di destro, Santa Veronica con l'omonimo velo. 
Uno sfondo paesaggistico unico sui tre i panelli mostra, in lontananza, la città di Gerusalemme; nel cielo si nota a presenza di angeli. 

In origine era un unico pannello con questa nuova distribuzione per la prima volta nella storia dell'arte, in cui i donatori compaiono già su una scala reale tra le figure sacre, ma in un secondo momento è stato diviso in tre, trasformando le figure di Maddalena e Veronica nei laterali.

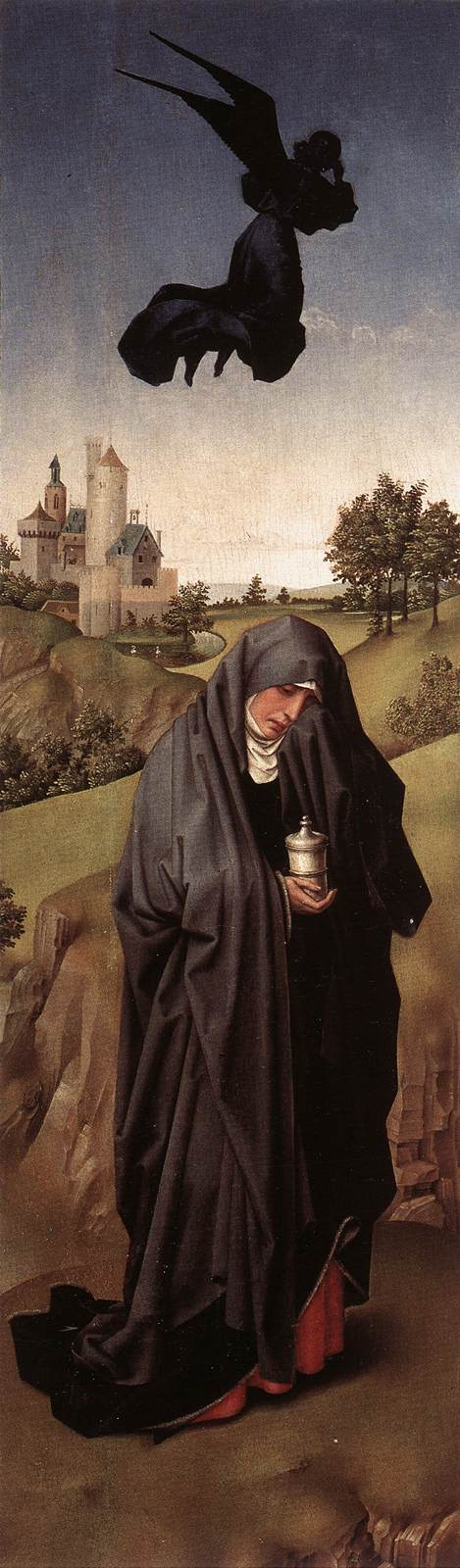
Panello a sinistra Maria Maddalena
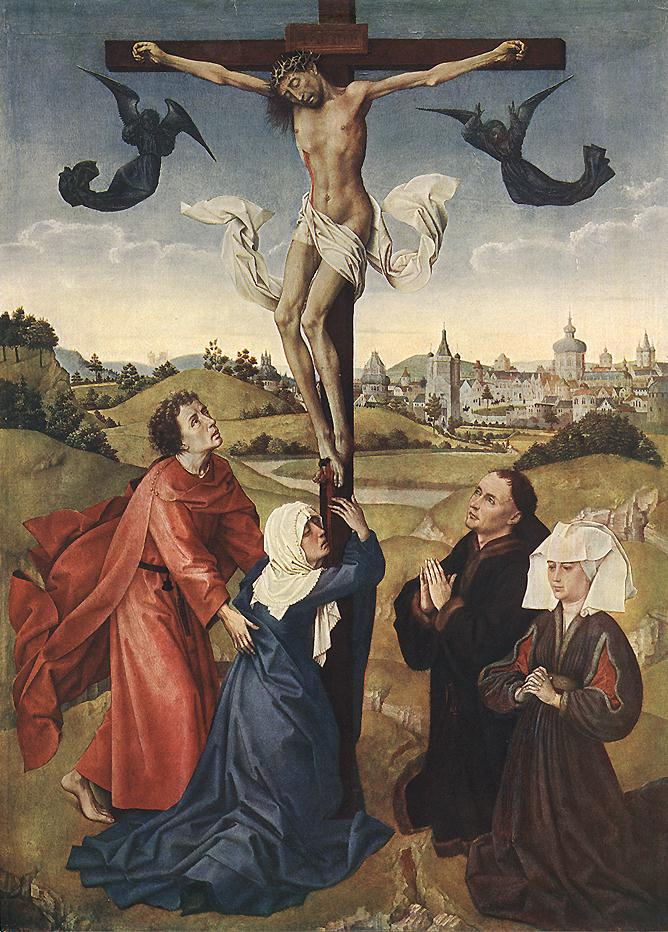
Panello centrale Crocifissione con Maria Vergine, Giovanni evangelista e donatori
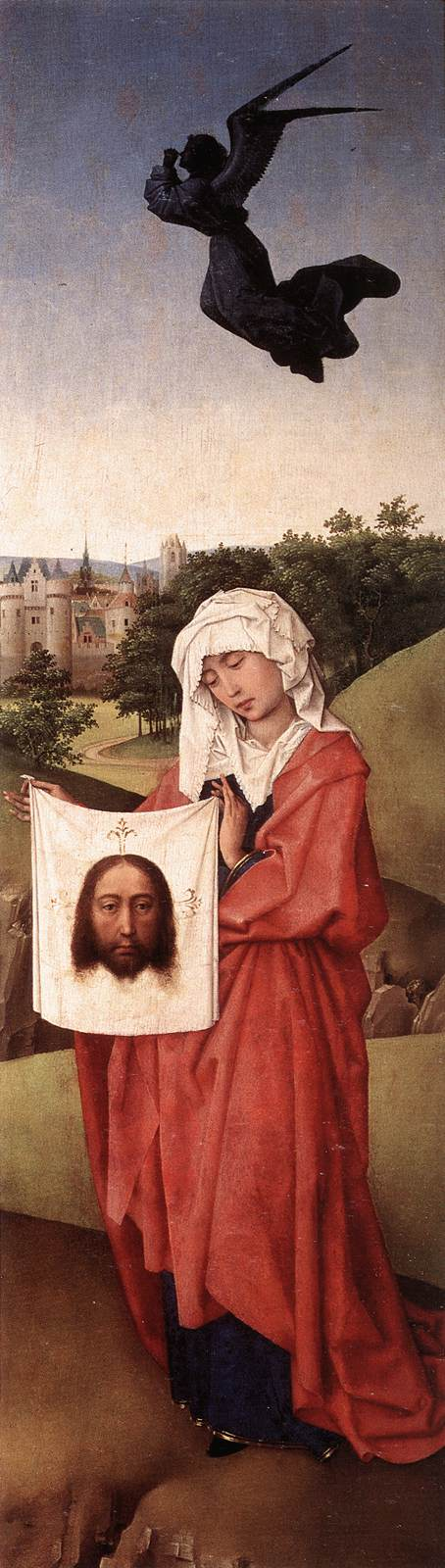
Panello a destra Santa Veronica